# Zemljopisna dužina
Zemljopisna dužina ili geografska dužina neke točke na Zemlji je kutna udaljenost mjerena uzduž Zemljinog ekvatora od Griničkog meridijana do pripadajućeg podnevnika (meridijana) te točke. Ima vrijednost od 0° do 180° stupnjeva te se obilježava slovima E ili W ovisno o tome nalazi li se promatrana točka istočno ili zapadno od nultog podnevnika (meridijana).
Simbol je grčko slovo lambda λ.
Slijedi primjer za grad Zagreb, koji se nalazi 16° stupnjeva istočno od Greenwicha, tj. na 16-tom podnevniku.

## Poveznice
- zemljopisne koordinate
- zemljopisna širina